# Tipula (Vestiplex) montana
Tipula (Vestiplex) montana is een tweevleugelige uit de familie langpootmuggen (Tipulidae). De soort komt voor in het Palearctisch gebied.